# Feng Zhang
Feng Zhang (nascido em 22 de outubro de 1981) é um bioquímico sino-americano. Zhang atualmente detém a Cátedra James and Patricia Poitras em Neurociência no Instituto McGovern para Pesquisa do Cérebro e nos departamentos de Ciências do Cérebro e Cognitivas e Engenharia Biológica no Instituto de Tecnologia de Massachusetts. Ele também tem compromissos com o Broad Institute do MIT e Harvard (onde é membro principal). Ele é mais conhecido por seu papel central no desenvolvimento da optogenética e das tecnologias CRISPR.

## Pesquisa
O laboratório de Zhang está focado no uso da biologia sintética para desenvolver tecnologias de engenharia de genoma e epigenoma para estudar a neurobiologia. Ele é um líder no campo da optogenética, que foi nomeado o "Método do Ano" de 2010. Como pós-doutorando, ele começou a trabalhar no uso de efetores TAL para controlar a transcrição de genes.
Com base em trabalhos anteriores do laboratório de Sylvain Moineau, Zhang começou a trabalhar para aproveitar e otimizar o sistema CRISPR para funcionar em células humanas no início de 2011. Enquanto o grupo de Zhang estava otimizando o sistema Cas9 em células humanas, os grupos colaboradores de Emmanuelle Charpentier e Jennifer Doudna descreveram um projeto de RNA quimérico que é capaz de facilitar a clivagem do DNA usando proteína Cas9 purificada e um guia sintético. O grupo de Zhang comparou sua abordagem de expressão de RNA com um design baseado no RNA quimérico de Doudna/Charpentier para uso em células humanas e estabeleceu características do guia necessário para a Cas9 funcionar efetivamente em células de mamíferos que são dispensáveis em ensaios bioquímicos. Zhang, Doudna e outros colegas de Harvard fundaram a Editas Medicine em setembro de 2013 para desenvolver e comercializar terapias baseadas em CRISPR.
Seu laboratório também desenvolveu um protocolo de detecção de ácido nucleico de diagnóstico sensível que é baseado em CRISPR denominado SHERLOCK (desbloqueio específico de relatório enzimático de alta sensibilidade) que é capaz de detectar e distinguir cepas de vírus e bactérias presentes em concentração de até 10−18 M. Zhang cofundou a Sherlock Biosciences em 2018 para desenvolver ainda mais essa tecnologia de diagnóstico.
Também em 2018, Zhang cofundou a Beam Therapeutics com o cofundador da Editas e colega de Harvard, David R. Liu, para avançar ainda mais o trabalho de Liu na edição básica e na edição prime.

## Honras
Em 2018, Zhang foi eleito membro da Academia Americana de Artes e Ciências, e membro da Academia Nacional de Ciências e da Academia Nacional de Medicina.